# Гай Вібій Панса Цетроніан
Гай Ві́бій Па́нса Цетроніа́н (? — 43 р. до н. е.) — політичний та військовий діяч Римської республіки, консул 43 до н. е.

## Життєпис
Походив з плебейського роду Вібієв. Був сином Гая Вібія Панси, монетарія 90 року до н. е. Його батько був прихильником Гая Марія, тому у 83 році до н. е. після повернення Луція Корнелія Сулли зі Сходу до Риму потрапив до проскрипцій. Цей факт змусив Цетроніана стати на бік популярів і надалі підтримувати Гая Юлія Цезаря.
З 54 до 53 року до н. е. Панса служив у Гая Цезаря під час Галльської війни. У 51 році до н. е. був обраний народним трибуном. На цій посаді наклав вето на рішення сенату, які були спрямовані проти Цезаря.
Із початком громадянської війни поміж Гаєм Цезарем та Гнеєм Помпеєм у 49 році до н. е. Гай Вібій підтримав першого. У 48 році до н. е. став претором. З 47 до 46 року до н. е. як пропретор керував провінцією Віфінія та Понт. У 46 році до н. е. призначається намісником провінції Цізальпійська Галлія. У 45 році до н. е. повернувся до Риму. Того ж року став членом колегії авгурів.
Після загибелі Цезаря у 44 році до н. е. Гай Панса мав намір відновити республіканській устрій, підтримавши сенат. У 43 році до н. е. обрано консулом разом з Авлом Гірцієм. За наказом сенату виступив на допомогу Мутині (перед тим сформував два нових легіона — Legio IV Sorana й Legio V Urbana), яку взяв в облогу Марк Антоній. 14 квітня 43 року до н. е. біля м. Галльський Форум обидва консули завдали поразки Антонію. Втім Панса був тяжко поранений й 23 квітня цього року помер (за деякими відомостями отруєний Октавіаном, який знаходився у сенатській армії). Похований на Марсовому полі.